# Collegio elettorale di Lauria (Senato della Repubblica)
Il collegio di Lauria fu un collegio elettorale uninominale della Repubblica Italiana per l'elezione del Senato della Repubblica. Apparteneva alla circoscrizione Basilicata e fu utilizzato per eleggere un senatore nella XII, XIII e XIV legislatura.
Venne istituito nel 1993 con la cosiddetta Legge Mattarella (Legge n. 276, Norme per l'elezione del Senato della Repubblica), attuata in seguito al referendum abrogativo del 1993. La legge istituì per la Camera dei deputati e per il Senato della Repubblica un sistema di elezione misto, in parte maggioritario e in parte proporzionale. Il 75% dei parlamentari dell'assemblea veniva eletto in collegi uninominali tramite sistema maggioritario a turno unico; il restante 25% al Senato veniva eletto tramite recupero proporzionale dei più votati non eletti attraverso un meccanismo di calcolo denominato "scorporo", cioè sottraendo dal conteggio dei voti totali di una lista nella parte proporzionale i voti ottenuti dai candidati collegati alla medesima lista che erano eletti nei collegi uninominali con il sistema maggioritario.
Il collegio venne abolito insieme a tutti gli altri che costituivano il Senato con la promulgazione della legge elettorale successiva, la cosiddetta Legge Calderoli. Questa prevedeva un sistema proporzionale con premio di maggioranza, che al Senato veniva attribuito a livello regionale.

## Territorio
Il collegio di Lauria era uno dei 5 collegi uninominali in cui era suddivisa la Basilicata e, come previsto dal D.Lgs. del 20 dicembre 1993 n. 535, era interamente compreso nella provincia di Potenza e comprendeva i seguenti comuni: Armento, Brienza, Calvello, Castelluccio Inferiore, Castelluccio Superiore, Castelsaraceno, Corleto Perticara, Episcopia, Gallicchio, Grumento Nova, Guardia Perticara, Lagonegro, Latronico, Laurenzana, Lauria, Maratea, Marsico Nuovo, Marsicovetere, Missanello, Moliterno, Montemurro, Nemoli, Paterno, Rivello, Roccanova, Rotonda, San Chirico Nuovo, San Martino d'Agri, Sant'Arcangelo, Sarconi, Sasso di Castalda, Satriano di Lucania, Spinoso, Tramutola, Trecchina, Viggianello e Viggiano. 

## Eletti
| Elezione | Elezione | Senatore          | Partito               |
| -------- | -------- | ----------------- | --------------------- |
|          | 1994     | Antonio Vozzi     | Progressisti (PSI/FL) |
|          | 1996     | Romualdo Coviello | L'Ulivo (PPI/DL)      |
| 2001     |          | Romualdo Coviello | L'Ulivo (PPI/DL)      |

## Dati elettorali

### XII legislatura
|                               | Antonio Vozzi ✔️ Eletto     | Progressisti          | 15 769 | 28,80 |  |  |  |  |  |
|                               | Romualdo Coviello ✔️ Eletto | Patto per l'Italia    | 15 100 | 27,58 |  |  |  |  |  |
|                               | Mario Lettieri              | I Democratici         | 12 839 | 23,45 |  |  |  |  |  |
|                               | Teresa Favale               | Polo del Buon Governo | 10 595 | 19,35 |  |  |  |  |  |
|                               | Saverio Lattucchella        | Unione Mediterranea   | 444    | 0,81  |  |  |  |  |  |
| Totale                        | Totale                      | Totale                | 54 747 | 100   |  |  |  |  |  |
|                               |                             |                       |        |       |  |  |  |  |  |
| Voti non validi               | Voti non validi             | Voti non validi       | 11 237 | 17,03 |  |  |  |  |  |
| Votanti                       | Votanti                     | Votanti               | 65 984 | 75,10 |  |  |  |  |  |
| Elettori                      | Elettori                    | Elettori              | 87 859 |       |  |  |  |  |  |
|                               |                             |                       |        |       |  |  |  |  |  |
| Data: 27-28 marzo 1994        |                             |                       |        |       |  |  |  |  |  |
| Fonte: Ministero dell'interno |                             |                       |        |       |  |  |  |  |  |

### XIII legislatura
|                               | Romualdo Coviello ✔️ Eletto | L'Ulivo                            | 26 881 | 51,18 |  |  |  |  |  |
|                               | Gerardo Brusco              | Polo per le Libertà                | 19 412 | 36,96 |  |  |  |  |  |
|                               | Antonino Pompeo Laveglia    | Democratici per il Progresso       | 2 039  | 3,88  |  |  |  |  |  |
|                               | Romeo Porfidio              | Movimento Sociale Fiamma Tricolore | 2 036  | 3,88  |  |  |  |  |  |
|                               | Rosa Della Vigna            | Mani Pulite                        | 875    | 1,67  |  |  |  |  |  |
|                               | Franca Federica Sciaraffia  | Lista Pannella-Sgarbi              | 803    | 1,53  |  |  |  |  |  |
|                               | Vincenza Di Pasquale        | Lega d'Azione Meridionale          | 480    | 0,91  |  |  |  |  |  |
| Totale                        | Totale                      | Totale                             | 52 526 | 100   |  |  |  |  |  |
|                               |                             |                                    |        |       |  |  |  |  |  |
| Voti non validi               | Voti non validi             | Voti non validi                    | 10 768 | 17,01 |  |  |  |  |  |
| Votanti                       | Votanti                     | Votanti                            | 63 294 | 70,39 |  |  |  |  |  |
| Elettori                      | Elettori                    | Elettori                           | 89 919 |       |  |  |  |  |  |
|                               |                             |                                    |        |       |  |  |  |  |  |
| Data: 21 aprile 1996          |                             |                                    |        |       |  |  |  |  |  |
| Fonte: Ministero dell'interno |                             |                                    |        |       |  |  |  |  |  |

### XIV legislatura
|                               | Romualdo Coviello ✔️ Eletto         | L'Ulivo                              | 25 720 | 45,83 |  |  |  |  |  |
|                               | Egidio Luigi Ponzo ✔️ Eletto        | Casa delle Libertà                   | 19 293 | 34,38 |  |  |  |  |  |
|                               | Daniele Stoppelli                   | Democrazia Europea                   | 4 241  | 7,56  |  |  |  |  |  |
|                               | Giovanni Filizzola                  | Partito della Rifondazione Comunista | 3 053  | 5,44  |  |  |  |  |  |
|                               | Rocco Cilibrizzi                    | Lista Di Pietro                      | 2 218  | 3,95  |  |  |  |  |  |
|                               | Nunziato Carmine Antonio Passarella | Fiamma Tricolore                     | 905    | 1,61  |  |  |  |  |  |
|                               | Anna Maria Merlini                  | Lista Pannella-Bonino                | 687    | 1,22  |  |  |  |  |  |
| Totale                        | Totale                              | Totale                               | 56 117 | 100   |  |  |  |  |  |
|                               |                                     |                                      |        |       |  |  |  |  |  |
| Voti non validi               | Voti non validi                     | Voti non validi                      | 9 812  | 14,88 |  |  |  |  |  |
| Votanti                       | Votanti                             | Votanti                              | 65 929 | 71,89 |  |  |  |  |  |
| Elettori                      | Elettori                            | Elettori                             | 91 706 |       |  |  |  |  |  |
|                               |                                     |                                      |        |       |  |  |  |  |  |
| Data: 13 maggio 2001          |                                     |                                      |        |       |  |  |  |  |  |
| Fonte: Ministero dell'interno |                                     |                                      |        |       |  |  |  |  |  |